# Список серій мультсеріалу «Щенячий патруль»
Мультсеріал «Щенячий патруль» складається із 9 повних сезонів, які налічують 253 серії, а також 3 спеціальних епізоди.

## Сезони
|  | Сезон | Кількість серій | Прем'єра                                           | Фінал                                        |
|  | ----- | --------------- | -------------------------------------------------- | -------------------------------------------- |
|  | 1     | 26              | 12 серпня 2013 (США) 27 серпня 2013 (Канада)       | 18 серпня 2014 (США) 2 серпня 2014 (Канада)  |
|  | 2     | 26              | 13 серпня 2014 (США) 27 серпня 2014 (Канада)       | 4 грудня 2015 (США) 16 вересня 2015 (Канада) |
|  | 3     | 26              | 20 листопада 2015 (США) 28 листопада 2015 (Канада) | 26 січня 2017 (США) 14 січня 2017 (Канада)   |
|  | 4     | 26              | 6 лютого 2017 (США) 4 березня 2017 (Канада)        | 6 березня 2018 (США) 17 лютого 2018 (Канада) |
|  | 5     | 26              | 6 лютого 2018 (США) 30 червня 2018 (Канада)        | 25 січня 2019 (США) 9 березня 2019 (Канада)  |
|  | 6     | 26              | 22 лютого 2019 (США) 18 травня 2019 (Канада)       | 23 липня 2021 (США) 22 лютого 2020 (Канада)  |
|  | 7     | 26              | 27 березня 2020 (США) 2 травня 2020 (Канада)       | 7 травня 2021 (США) 10 квітня 2021 (Канада)  |
|  | 8     | 24              | 2 квітня 2021 (США) 15 травня 2021 (Канада)        | 21 квітня 2023 (США) 7 травня 2023 (Канада)  |
|  | 9     | 26              | 25 березня 2022 (США) 11 травня 2022 (Канада)      | 31 липня 2023 (США) 22 квітня 2023 (Канада)  |
|  | 10    | 26              | 10 липня 2023 (США) 27 травня 2023 (Канада)        | TBA (США) 15 червня 2024 (Канада)            |
|  | 11    | 26              | TBA (США) 6 липня 2024 (Канада)                    | TBA (США) TBA (Канада)                       |

## Список серій

### 1 сезон (2013—2014)
| №   | Оригінальна назва                   | Українська назва                  | Дата показу       | Дата показу     | Код серії |
| №   | Оригінальна назва                   | Українська назва                  | США               | Канада          | Код серії |
| --- | ----------------------------------- | --------------------------------- | ----------------- | --------------- | --------- |
| 1a  | «Pups Make a Splash»                | «Щенята поплюскалися»             | 14 листопада 2013 | 27 серпня 2013  | 101       |
| 1b  | «Pups Fall Festival»                | «Щенята збирають врожай»          | 14 листопада 2013 | 27 серпня 2013  | 101       |
| 2a  | «Pups Save the Sea Turtles»         | «Рятувати морських черепах»       | 20 серпня 2013    | 27 серпня 2013  | 102       |
| 2b  | «Pups and the Very Big Baby»        | «Дуже велике маля»                | 20 серпня 2013    | 27 серпня 2013  | 102       |
| 3a  | «Pups and the Kitty-tastrophe»      | «Песики і кицестрофа»             | 12 серпня 2013    | 30 серпня 2013  | 103       |
| 3b  | «Pups Save a Train»                 | «Порятунок поїзда»                | 12 серпня 2013    | 30 серпня 2013  | 103       |
| 4a  | «Pup Pup Boogie»                    | «Гав Гав Буґі»                    | 19 серпня 2013    | 5 вересня 2013  | 104       |
| 4b  | «Pups in a Fog»                     | «Цуцики в тумані»                 | 19 серпня 2013    | 5 вересня 2013  | 104       |
| 5a  | «Pup Pup Goose»                     | «Цуценя і гусеня»                 | 22 серпня 2013    | 6 вересня 2013  | 105       |
| 5b  | «Pup Pup and Away»                  | «Полетіли»                        | 22 серпня 2013    | 6 вересня 2013  | 105       |
| 6a  | «Pups on Ice»                       | «Цуцики на льоду»                 | 8 січня 2014      | 9 вересня 2013  | 106       |
| 6b  | «Pups and the Snow Monster»         | «Цуцики та сніговий монстр»       | 8 січня 2014      | 9 вересня 2013  | 106       |
| 7a  | «Pups Save the Circus»              | «Порятунок цирку»                 | 21 серпня 2013    | 10 вересня 2013 | 107       |
| 7b  | «Pup A Doodle Do»                   | «Курка утікачка»                  | 21 серпня 2013    | 10 вересня 2013 | 107       |
| 8a  | «Pups Pit Crew»                     | «Щенячі перегони»                 | 26 серпня 2013    | 11 вересня 2013 | 108       |
| 8b  | «Pups Fight Fire»                   | «Цуцики-пожежники»                | 26 серпня 2013    | 11 вересня 2013 | 108       |
| 9a  | «Pups Save the Treats»              | «Песики рятують гостинці»         | 30 вересня 2013   | 12 вересня 2013 | 109       |
| 9b  | «Pups Get a Lift»                   | «Зламаний підйомник»              | 30 вересня 2013   | 12 вересня 2013 | 109       |
| 10  | «Pups and the Ghost Pirate»         | «Цуценята і привид пірата»        | 23 жовтня 2013    | 13 вересня 2013 | 110       |
| 11  | «Pups Save Christmas»               | «Врятувати Різдво»                | 12 грудня 2013    | 24 грудня 2013  | 111       |
| 12a | «Pups Get a Rubble»                 | «Де взявся Кремез?»               | 18 вересня 2013   | 17 вересня 2013 | 112       |
| 12b | «Pups Save a Walrus»                | «Щенята рятують моржа»            | 18 вересня 2013   | 17 вересня 2013 | 112       |
| 13a | «Pups Save the Bunnies»             | «Щенята рятують зайців»           | 28 серпня 2013    | 18 вересня 2013 | 113       |
| 13b | «Pup-tacular»                       | «Виставка щенят»                  | 28 серпня 2013    | 18 вересня 2013 | 113       |
| 14a | «Pups Save the Bay»                 | «Щенята рятують Бухту Пригод»     | 16 вересня 2013   | 21 жовтня 2013  | 114       |
| 14b | «Pups Save a Goodway»               | «Щенята і летючий дідусь»         | 16 вересня 2013   | 21 жовтня 2013  | 114       |
| 15a | «Pups Save a Hoedown»               | «Щенята рятують свято»            | 2 жовтня 2013     | 28 жовтня 2013  | 115       |
| 15b | «Pups Save Alex»                    | «Алекс-патруль»                   | 2 жовтня 2013     | 28 жовтня 2013  | 115       |
| 16a | «Pups Save a School Day»            | «Перший раз у перший клас»        | 12 листопада 2013 | 29 жовтня 2013  | 116       |
| 16b | «Pups Turn on the Lights»           | «Щенята вмикають світло»          | 12 листопада 2013 | 29 жовтня 2013  | 116       |
| 17a | «Pups Save a Pool Day»              | «Щенята і порожній басейн»        | 13 листопада 2013 | 30 жовтня 2013  | 117       |
| 17b | «Circus Pup-formers»                | «Циркові щенята»                  | 13 листопада 2013 | 30 жовтня 2013  | 117       |
| 18  | «Pups Save the Easter Egg Hunt»     | «Щенята рятують Великодній квест» | 14 квітня 2014    | 19 квітня 2014  | 118       |
| 19a | «Pups Save a Super Pup»             | «Супер-Кремез»                    | 10 січня 2014     | 2 серпня 2014   | 119       |
| 19b | «Pups Save Ryder's Robot»           | «Щенята і Райдерів робот»         | 10 січня 2014     | 2 серпня 2014   | 119       |
| 20a | «Pups Go All Monkey»                | «Щенята мавпують»                 | 5 березня 2014    | 8 лютого 2014   | 120       |
| 20b | «Pups Save a Hoot»                  | «Щенята рятують сову»             | 5 березня 2014    | 8 лютого 2014   | 120       |
| 21a | «Pups Save a Bat»                   | «Щенята й каженятко»              | 7 березня 2014    | 15 лютого 2014  | 121       |
| 21b | «Pups Save a Toof»                  | «Молочний зуб»                    | 7 березня 2014    | 15 лютого 2014  | 121       |
| 22a | «Pups Save the Camping Trip»        | «Щенята рятують похід»            | 22 травня 2014    | 22 лютого 2014  | 122       |
| 22b | «Pups and the Trouble with Turtles» | «Щенята і черепашаче нашестя»     | 22 травня 2014    | 22 лютого 2014  | 122       |
| 23a | «Pups and the Beanstalk»            | «Щенята і бобове дерево»          | 20 травня 2014    | 1 березня 2014  | 123       |
| 23b | «Pups Save the Turbots»             | «Кузен капітана Палтуса»          | 20 травня 2014    | 1 березня 2014  | 123       |
| 24a | «Pups and the Lighthouse Boogie»    | «Гав Гав Буґі у маяку»            | 6 травня 2014     | 8 березня 2014  | 124       |
| 24b | «Pups Save Ryder»                   | «Щенята рятують Райдера»          | 6 травня 2014     | 8 березня 2014  | 124       |
| 25a | «Pups Great Race»                   | «Великі щенячі перегони»          | 8 травня 2014     | 15 березня 2014 | 125       |
| 25b | «Pups Take the Cake»                | «Щенята печуть торт»              | 8 травня 2014     | 15 березня 2014 | 125       |
| 26  | «Pups and the Pirate Treasure»      | «Щенята та піратський скарб»      | 18 серпня 2014    | 22 березня 2014 | 126       |

### 2 сезон (2014—2015)
| № серії   | № серії  | Оригінальна назва                   | Українська назва                        | Дата показу       | Дата показу       | Код серії |
| В серіалі | В сезоні | Оригінальна назва                   | Українська назва                        | США               | Канада            | Код серії |
| --------- | -------- | ----------------------------------- | --------------------------------------- | ----------------- | ----------------- | --------- |
| 27a       | 1a       | «Pups Save the Penguins»            | «Щенята рятують пінгвінів»              | 22 серпня 2014    | 27 серпня 2014    | 201       |
| 27b       | 1b       | «Pups Save a Dolphin Pup»           | «Щенята рятують дельфінятко»            | 22 серпня 2014    | 27 серпня 2014    | 201       |
| 28a       | 2a       | «Pups Save the Space Alien»         | «Щенята рятують прибульця»              | 13 серпня 2014    | 29 серпня 2014    | 202       |
| 28b       | 2b       | «Pups Save a Flying Frog»           | «Щенята рятують летючу жабу»            | 13 серпня 2014    | 29 серпня 2014    | 202       |
| 29a       | 3a       | «Pups Save Jake»                    | «Щенята рятують Джейка»                 | 16 вересня 2014   | 27 серпня 2014    | 203       |
| 29b       | 3b       | «Pups Save the Parade»              | «Щенята рятують парад»                  | 16 вересня 2014   | 27 серпня 2014    | 203       |
| 30a       | 4a       | «Pups Save the Diving Bell»         | «Щенята рятують водолазний дзвін»       | 17 вересня 2014   | 4 жовтня 2014     | 204       |
| 30b       | 4b       | «Pups Save the Beavers»             | «Щенята рятують бобрів»                 | 17 вересня 2014   | 4 жовтня 2014     | 204       |
| 31a       | 5a       | «Pups Save a Ghost»                 | «Щенята рятують привида»                | 20 жовтня 2014    | 22 листопада 2014 | 205       |
| 31b       | 5b       | «Pups Save a Show»                  | «Щенята рятують виставу»                | 20 жовтня 2014    | 22 листопада 2014 | 205       |
| 32        | 6        | «The New Pup»                       | «Нове щеня»                             | 14 листопада 2014 | 18 жовтня 2014    | 206       |
| 33a       | 7a       | «Pups Jungle Trouble»               | «Щенята у джунглях»                     | 18 листопада 2014 | 15 листопада 2014 | 207       |
| 33b       | 7b       | «Pups Save a Herd»                  | «Щенята рятують отару»                  | 18 листопада 2014 | 15 листопада 2014 | 207       |
| 34a       | 8a       | «Pups and the Big Freeze»           | «Щенята і великий мороз»                | 20 листопада 2014 | 11 лютого 2015    | 208       |
| 34b       | 8b       | «Pups Save a Basketball Game»       | «Щенята виграють баскетбольний матч»    | 20 листопада 2014 | 11 лютого 2015    | 208       |
| 35a       | 9a       | «Pups Save an Ace»                  | «Щенята рятують Ейс»                    | 22 жовтня 2014    | 8 листопада 2014  | 209       |
| 35b       | 9b       | «Pups Save a Wedding»               | «Щенята рятують весілля»                | 22 жовтня 2014    | 8 листопада 2014  | 209       |
| 36a       | 10a      | «Pups Save a Talent Show»           | «Щенята рятують талант-шоу»             | 6 січня 2015      | 13 лютого 2015    | 210       |
| 36b       | 10b      | «Pups Save the Corn Roast»          | «Щенята рятують попкорн»                | 6 січня 2015      | 13 лютого 2015    | 210       |
| 37a       | 11a      | «Pups Leave Marshall Home Alone»    | «Маршал залишається сам удома»          | 8 січня 2015      | 7 лютого 2015     | 211       |
| 37b       | 11b      | «Pups Save the Deer»                | «Щенята рятують оленів»                 | 8 січня 2015      | 7 лютого 2015     | 211       |
| 38a       | 12a      | «Pups Save the Parrot»              | «Щенята рятують папугу»                 | 2 березня 2015    | 14 лютого 2015    | 212       |
| 38b       | 12b      | «Pups Save the Queen Bee»           | «Щенята рятують бджолину матку»         | 2 березня 2015    | 14 лютого 2015    | 212       |
| 39        | 13       | «Pups Save a Mer-Pup»               | «Щенята рятують русалку»                | 20 березня 2015   | 18 лютого 2015    | 213       |
| 40a       | 14a      | «Pups Save an Elephant Family»      | «Щенята рятують родину слонів»          | 6 березня 2015    | 19 лютого 2015    | 214       |
| 40b       | 14b      | «Pups and the Mischievous Kittens»  | «Щенята і пустотливі кошенята»          | 6 березня 2015    | 19 лютого 2015    | 214       |
| 41a       | 15a      | «Pups Save a Friend»                | «Щенята рятують друга»                  | 13 лютого 2015    | 7 березня 2015    | 215       |
| 41b       | 15b      | «Pups Save a Stowaway»              | «Щенята рятують зайця»                  | 13 лютого 2015    | 7 березня 2015    | 215       |
| 42a       | 16a      | «Pups' Adventures in Babysitting»   | «Пригоди щенят-няньок»                  | 4 березня 2015    | 14 березня 2015   | 216       |
| 42b       | 16b      | «Pups Save the Fireworks»           | «Щенята рятують феєрверк»               | 4 березня 2015    | 14 березня 2015   | 216       |
| 43a       | 17a      | «Pups Save a Sniffle»               | «Щенята рятують носики»                 | 7 квітня 2015     | 21 березня 2015   | 217       |
| 43b       | 17b      | «Pups and the Ghost Cabin»          | «Щенята і хатина з привидом»            | 7 квітня 2015     | 21 березня 2015   | 217       |
| 44a       | 18a      | «Pups Save an Adventure»            | «Щенята рятують пригоду»                | 9 квітня 2015     | 27 травня 2015    | 218       |
| 44b       | 18b      | «Pups Save a Surprise»              | «Щенята рятують сюрприз»                | 9 квітня 2015     | 27 травня 2015    | 218       |
| 45        | 19       | «Pup-fu!»                           | «Щен-фу»                                | 16 жовтня 2015    | 1 вересня 2015    | 219       |
| 46a       | 20a      | «Pups Save the Mayor's Race»        | «Щенята рятують перегони мерів»         | 12 травня 2015    |                   | 220       |
| 46b       | 20b      | «Pups Save an Outlaw's Loot»        | «Щенята рятують скарб розбійника»       | 12 травня 2015    |                   | 220       |
| 47a       | 21a      | «Pups Save Walinda»                 | «Щенята рятують Волінду»                | 14 травня 2015    | 221               |           |
| 47b       | 21b      | «Pups Save a Big Bone»              | «Щенята рятують велику кістку»          | 14 травня 2015    | 221               |           |
| 48a       | 22a      | «Pups Save a Floundering Francois»  | «Щенята рятують Франсуа»                | 29 травня 2015    | 222               |           |
| 48b       | 22b      | «Pups Save the Pop-up Penguins»     | «Щенята рятують пінгвінів»              | 29 травня 2015    | 222               |           |
| 49a       | 23a      | «Pups Save a Snowboard Competition» | «Щенята рятують змагання сноубордистів» | 4 грудня 2015     | 3 вересня 2015    | 223       |
| 49b       | 23b      | «Pups Save a Chicken of the Sea»    | «Щенята рятують курочку»                | 4 грудня 2015     | 3 вересня 2015    | 223       |
| 50a       | 24a      | «Pups Save a Pizza»                 | «Щенята рятують піцу»                   | 24 серпня 2015    | 27 серпня 2015    | 224       |
| 50b       | 24b      | «Pups Save Skye»                    | «Щенята рятують Скай»                   | 24 серпня 2015    | 27 серпня 2015    | 224       |
| 51a       | 25a      | «Pups Save the Woof and Roll Show»  | «Щенята рятують гав-н-рол шоу»          | 18 вересня 2015   | 15 вересня 2015   | 225       |
| 51b       | 25b      | «Pups Save an Eagle»                | «Щенята рятують орла»                   | 18 вересня 2015   | 15 вересня 2015   | 225       |
| 52        | 26       | «Pups Bark with Dinosaurs»          | «Щенята рятують динозаврів»             | 2 жовтня 2015     | 16 вересня 2015   | 226       |

### 3 сезон (2015—2017)
| № серії   | № серії  | Оригінальна назва                  | Українська назва                      | Дата показу       | Дата показу       | Код серії |
| В серіалі | В сезоні | Оригінальна назва                  | Українська назва                      | США               | Канада            | Код серії |
| --------- | -------- | ---------------------------------- | ------------------------------------- | ----------------- | ----------------- | --------- |
| 53a       | 1a       | «Pups Find a Genie»                | «Цуценята знаходять джина»            | 20 листопада 2015 | 28 листопада 2015 | 301       |
| 53b       | 1b       | «Pups Save a Tightrope Walker»     | «Щенята рятують канатохідця»          | 20 листопада 2015 | 28 листопада 2015 | 301       |
| 54a       | 2a       | «Pups Save a Goldrush»             | «Цуценята рятують золото»             | 21 квітня 2016    | 9 січня 2016      | 302       |
| 54b       | 2b       | «Pups Save the PAW Patroller»      | «Цуценята рятують патрульний автобус» | 21 квітня 2016    | 9 січня 2016      | 302       |
| 55a       | 3a       | "Pups Save the Soccer Game         | «Щенята рятують футбол»               | 22 січня 2016     | 16 січня 2016     | 303       |
| 55b       | 3b       | «Pups Save a Lucky Collar»         | «Цуценята рятують щасливий нашийник»  | 22 січня 2016     | 16 січня 2016     | 303       |
| 56a       | 4a       | «Pups Save Alex's Mini-patrol»     | «Щенята рятують мініпатруль Алекса»   | 22 березня 2016   | 18 лютого 2016    | 304       |
| 56b       | 4b       | «Pups Save a Lost Tooth»           | «Щенята рятують втрачений зуб»        | 22 березня 2016   | 18 лютого 2016    | 304       |
| 57        | 5        | «Air Pups»                         | «Летючі цуценята»                     | 29 січня 2016     | 13 лютого 2016    | 305       |
| 58        | 6        | «Pups Save Friendship Day»         | «Щенята рятують свято друзів»         | 12 лютого 2016    | 5 березня 2016    | 306       |
| 59a       | 7a       | «Pups Save Apollo»                 | «Цуценята рятують Аполло»             | 3 травня 2016     | 31 березня 2016   | 307       |
| 59b       | 7b       | «Pups Save the Hippos»             | «Цуценята рятують бегемотів»          | 3 травня 2016     | 31 березня 2016   | 307       |
| 60a       | 8a       | «Pups Save Daring Danny X»         | «Щенята рятують Відважного Денні X»   | 24 березня 2016   | 16 квітня 2016    | 308       |
| 60b       | 8b       | «Pups in a Fix»                    | «Щенята у халепі»                     | 24 березня 2016   | 16 квітня 2016    | 308       |
| 61a       | 9a       | «Pups Save a Dragon»               | «Щенята рятують дракона»              | 19 квітня 2016    | 30 квітня 2016    | 309       |
| 61b       | 9b       | «Pups Save Three Little Pigs»      | «Щенята рятують трьох поросят»        | 19 квітня 2016    | 30 квітня 2016    | 309       |
| 62a       | 10a      | «Pups Save a Stinky Flower»        | «Щенята рятують смердючу квітку»      | 18 жовтня 2016    | 12 травня 2016    | 310       |
| 62b       | 10b      | "Pups Save a Monkey-naut           | «Цуценята рятують мавпанавта»         | 18 жовтня 2016    | 12 травня 2016    | 310       |
| 63a       | 11a      | «Pups Save the Polar Bears»        | «Щенята рятують білих ведмедів»       | 5 травня 2016     | 19 травня 2016    | 311       |
| 63b       | 11b      | «A Pup in Sheep's Clothing»        | «Щеня в овечій шкурі»                 | 5 травня 2016     | 19 травня 2016    | 311       |
| 64a       | 12a      | «Pups Save a School Bus»           | «Щенята рятують шкільний автобус»     | 24 травня 2016    | 26 травня 2016    | 312       |
| 64b       | 12b      | «Pups Save the Songbirds»          | «Цуценята рятують співочих пташок»    | 24 травня 2016    | 26 травня 2016    | 312       |
| 65a       | 13a      | «Pups Save Old Trusty»             | «Щенята рятують Старого Трасті»       | 26 травня 2016    | 23 липня 2016     | 313       |
| 65b       | 13b      | «Pups Save a Pony»                 | «Щенята рятують поні»                 | 26 травня 2016    | 23 липня 2016     | 313       |
| 66a       | 14a      | «Pups Save a Robo-saurus»          | «Щенята рятують робозавра»            | 10 жовтня 2016    | 23 червня 2016    | 314       |
| 66b       | 14b      | «Pups Save a Film Festival»        | «Щенята рятують кінофестиваль»        | 10 жовтня 2016    | 23 червня 2016    | 314       |
| 67        | 15       | «Tracker Joins the Pups!»          | «Новий член команди»                  | 16 вересня 2016   | 13 серпня 2016    | 315       |
| 68a       | 16a      | «Pups Bear-ly Save Danny»          | «Щенята ледве рятують Денні»          | 20 жовтня 2016    | 14 серпня 2016    | 316       |
| 68b       | 16b      | «Pups Save the Mayor's Tulips»     | «Щенята рятують тюльпани мера Ґудвей» | 20 жовтня 2016    | 14 серпня 2016    | 316       |
| 69a       | 17a      | «All Star Pups!»                   | «Зіркові щенята»                      | 22 серпня 2016    | 20 серпня 2016    | 317       |
| 69b       | 17b      | «Pups Save Sports Day»             | «Щенята рятують спортивне свято»      | 22 серпня 2016    | 20 серпня 2016    | 317       |
| 70a       | 18a      | «Pups in a Jam»                    | «Щенята у джемі»                      | 11 листопада 2016 | 21 серпня 2016    | 318       |
| 70b       | 18b      | «Pups Save a Windsurfing Pig»      | «Щенята рятують свиню віндсерфера»    | 11 листопада 2016 | 21 серпня 2016    | 318       |
| 71a       | 19a      | «Pups Get Growing»                 | «Щенята — гігантські овочі»           | 8 листопада 2016  | 17 вересня 2016   | 319       |
| 71b       | 19b      | «Pups Save a Space Toy»            | «Щенята рятують космоіграшку»         | 8 листопада 2016  | 17 вересня 2016   | 319       |
| 72a       | 20a      | «Pups Get Skunked»                 | «Щенята зустрічають скунса»           | 1 грудня 2016     | 24 вересня 2016   | 320       |
| 72b       | 20b      | «Pups and a Whale of a Tale»       | «Щенята і розваги з китами»           | 1 грудня 2016     | 24 вересня 2016   | 320       |
| 73a       | 21a      | «Parroting Pups»                   | «Щенята і папуга»                     | 16 вересня 2016   | 3 грудня 2016     | 321       |
| 73b       | 21b      | «Merpups Save the Turbots»         | «Русаленята рятують Палтусів»         | 16 вересня 2016   | 3 грудня 2016     | 321       |
| 74        | 22       | «The Pups' Winter Wonder Show»     | «Щенята і свято зимового дива»        | 2 грудня 2016     | 1 грудня 2016     | 322       |
| 75a       | 23a      | «Pups Save the Gliding Turbots»    | «Щенята рятують планеристів Палтусів» | 29 листопада 2016 | 17 грудня 2016    | 323       |
| 75b       | 23b      | «Pups Save a Plane»                | «Щенята рятують літак»                | 29 листопада 2016 | 17 грудня 2016    | 323       |
| 76a       | 24a      | «Pups Save a Giant Plant»          | «Щенята рятують гігантську рослину»   | 20 січня 2017     | 31 грудня 2016    | 324       |
| 76b       | 24b      | «Pups Get Stuck»                   | «Щенята прилипають»                   | 20 січня 2017     | 31 грудня 2016    | 324       |
| 77a       | 25a      | «Pups Raise the PAW Patroller»     | «Щенята піднімають автобазу»          | 24 січня 2017     | 7 січня 2017      | 325       |
| 77b       | 25b      | «Pups Save the Crows»              | «Щенята рятують ворон»                | 24 січня 2017     | 7 січня 2017      | 325       |
| 78a       | 26a      | «Pups Save Their Floating Friends» | "Щенята рятують літаючих друзів "     | 26 січня 2017     | 14 січня 2017     | 326       |
| 78b       | 26b      | «Pups Save a Satellite»            | «Щенята рятують супутник»             | 26 січня 2017     | 14 січня 2017     | 326       |

### 4 сезон (2017—2018)
| № серії   | № серії  | Оригінальна назва                         | Українська назва                                     | Дата показу       | Дата показу     | Код серії |
| В серіалі | В сезоні | Оригінальна назва                         | Українська назва                                     | США               | Канада          | Код серії |
| --------- | -------- | ----------------------------------------- | ---------------------------------------------------- | ----------------- | --------------- | --------- |
| 79a       | 1a       | «Pups Save a Blimp»                       | «Щенята рятують дирижабль»                           | 6 лютого 2017     | 4 березня 2017  | 401       |
| 79b       | 1b       | «Pups Save the Chili Cook-off»            | «Щенята рятують конкурс з приготування чилі»         | 6 лютого 2017     | 4 березня 2017  | 401       |
| 80a       | 2a       | «Pups Save a Teeny Penguin»               | «Щенята рятують пінгвінчика»                         | 8 лютого 2017     | 11 березня 2017 | 402       |
| 80b       | 2b       | «Pups Save the Cat Show»                  | «Щенята рятують котяче шоу»                          | 8 лютого 2017     | 11 березня 2017 | 402       |
| 81a       | 3a       | «Pups Save a Playful Dragon»              | «Щенята рятують грайливого дракона»                  | 7 квітня 2017     | 18 березня 2017 | 403       |
| 81b       | 3b       | «Pups Save the Critters»                  | «Щенята рятують тваринок»                            | 7 квітня 2017     | 18 березня 2017 | 403       |
| 82        | 4        | «Mission PAW: Quest for the Crown»        | «Щеняча місія: Пошук корони»                         | 24 березня 2017   | 25 березня 2017 | 404       |
| 83a       | 5a       | «Pups Save a Sleepover»                   | «Щенята рятують нічліг»                              | 28 квітня 2017    | 6 травня 2017   | 405       |
| 83b       | 5b       | «Pups Save the Carnival»                  | «Щенята рятують карнавал»                            | 28 квітня 2017    | 6 травня 2017   | 405       |
| 84a       | 6a       | «Pups Save Jake's Cake»                   | «Щенята рятують Джейків торт»                        | 21 квітня 2017    | 13 травня 2017  | 406       |
| 84b       | 6b       | «Pups Save a Wild Ride»                   | «Щенята рятують сноубордистів»                       | 21 квітня 2017    | 13 травня 2017  | 406       |
| 85a       | 7a       | «Mission PAW: Royally Spooked»            | «Щеняча місія: Королівські привиди»                  | 14 квітня 2017    | 20 травня 2017  | 407       |
| 85b       | 7b       | «Pups Save Monkey-dinger»                 | «Щенята рятують Мавпо-дінгера»                       | 14 квітня 2017    | 20 травня 2017  | 407       |
| 86a       | 8a       | «Pups Save the Flying Food»               | «Щенята рятують летючу їжу»                          | 12 травня 2017    | 27 травня 2017  | 408       |
| 86b       | 8b       | «Pups Save a Ferris Wheel»                | «Щенята рятують колесо огляду»                       | 12 травня 2017    | 27 травня 2017  | 408       |
| 87a       | 9a       | «Pups Save a Sleepwalking Bear»           | «Щенята рятують ведмедя»                             | 6 жовтня 2017     | 17 червня 2017  | 409       |
| 87b       | 9b       | «Pups Save Dude Ranch Danny»              | «Щенята рятують ковбоя Денні»                        | 6 жовтня 2017     | 17 червня 2017  | 409       |
| 88        | 10       | «Mission PAW: Pups Save the Royal Throne» | «Щеняча місія: Цуценята рятують королівський трон»   | 26 травня 2017    | 24 червня 2017  | 410       |
| 89a       | 11a      | «Pups Save Big Hairy»                     | «Щенята рятують волохатого здоровила»                | 25 серпня 2017    | 1 липня 2017    | 411       |
| 89b       | 11b      | «Pups Save a Flying Kitty»                | «Щенята рятують летючу кицьку»                       | 25 серпня 2017    | 1 липня 2017    | 411       |
| 90a       | 12a      | «Pups Party with Bats»                    | «Щеняча вечірка з кажанами»                          | 10 листопада 2017 | 8 липня 2017    | 412       |
| 90b       | 12b      | «Pups Save Sensei Yumi»                   | «Щенята рятують сенсея Юмі»                          | 10 листопада 2017 | 8 липня 2017    | 412       |
| 91        | 13       | «Sea Patrol: Pups Save a Baby Octopus»    | «Морський патруль: Щенята рятують маля восьминога»   | 7 липня 2017      | 9 вересня 2017  | 413       |
| 92a       | 14a      | «Pups Save the Runaway Kitties»           | «Щенята рятують кошенят-утікачів»                    | 21 серпня 2017    | 16 вересня 2017 | 414       |
| 92b       | 14b      | «Pups Save Tiny Marshall»                 | «Щенята рятують крихітного Маршала»                  | 21 серпня 2017    | 16 вересня 2017 | 414       |
| 93a       | 15a      | «Pups Chill Out»                          | «Щенята рятуються від спеки»                         | 23 серпня 2017    | 23 вересня 2017 | 415       |
| 93b       | 15b      | «Pups Save Farmer Alex»                   | «Щенята рятують фермера Алекса»                      | 23 серпня 2017    | 23 вересня 2017 | 415       |
| 94a       | 16a      | «Sea Patrol: Pups Save a Shark»           | «Морський патруль: Щенята рятують акулу»             | 8 вересня 2017    | 30 вересня 2017 | 416       |
| 94b       | 16b      | «Sea Patrol: Pups Save the Pier»          | «Морський патруль: Щенята рятують пірс»              | 8 вересня 2017    | 30 вересня 2017 | 416       |
| 95a       | 17a      | «Pups Save a Space Rock»                  | «Щенята рятують космічний камінь»                    | 19 вересня 2017   | 7 жовтня 2017   | 417       |
| 95b       | 17b      | «Pups Save a Good Mayor»                  | «Щенята рятують хорошого мера»                       | 19 вересня 2017   | 7 жовтня 2017   | 417       |
| 96a       | 18a      | «Pups Save a City Kitty»                  | «Щенята рятують міську кицю»                         | 21 вересня 2017   | 14 жовтня 2017  | 418       |
| 96b       | 18b      | «Pups Save a Cloud Surfer»                | «Щенята рятують хмарного серфера»                    | 21 вересня 2017   | 14 жовтня 2017  | 418       |
| 97        | 19       | «Sea Patrol: Pirate Pups to the Rescue»   | «Морський патруль: Щенята-пірати мчать на порятунок» | 20 жовтня 2017    | 21 жовтня 2017  | 419       |
| 98a       | 20a      | «Pups Save the Mail»                      | «Щенята рятують пошту»                               | 20 лютого 2018    | 10 лютого 2018  | 420       |
| 98b       | 20b      | «Pups Save a Frog Mayor»                  | «Щенята рятують мера-жабу»                           | 20 лютого 2018    | 10 лютого 2018  | 420       |
| 99a       | 21a      | «Pups Save the Runaway Turtles»           | «Щенята рятують черепашенят»                         | 7 листопада 2017  | 17 лютого 2018  | 421       |
| 99b       | 21b      | «Pups Save the Shivering Sheep»           | «Щенята рятують змерзлих овечок»                     | 7 листопада 2017  | 17 лютого 2018  | 421       |
| 100a      | 22a      | «Sea Patrol: Pups Save a Frozen Flounder» | «Щенята рятують Камбалу»                             | 6 листопада 2017  | 6 січня 2018    | 422       |
| 100b      | 22b      | «Sea Patrol: Pups Save a Narwhal»         | «Щенята рятують нарвала»                             | 6 листопада 2017  | 6 січня 2018    | 422       |
| 101a      | 23a      | «Pups Save Luke Stars»                    | «Щенята рятують Люка Старса»                         | 6 березня 2018    | 13 січня 2018   | 423       |
| 101b      | 23b      | «Pups Save Chicken Day»                   | «Щенята рятують День курочки»                        | 6 березня 2018    | 13 січня 2018   | 423       |
| 102a      | 24a      | «Pups Save Francois the Penguin»          | «Щенята рятують пінгвіна і Франсуа»                  | 30 січня 2018     | 20 січня 2018   | 424       |
| 102b      | 24b      | «Pups Save Daring Danny's Hippo»          | «Щенята рятують бегемота і хватського Денні»         | 30 січня 2018     | 20 січня 2018   | 424       |
| 103a      | 25a      | «Pups Save Baby Humdinger»                | «Щенята рятують малого Гамдінгера»                   | 1 лютого 2018     | 27 січня 2018   | 425       |
| 103b      | 25b      | «Pups Save a Piñata»                      | «Щенята рятують піньяту»                             | 1 лютого 2018     | 27 січня 2018   | 425       |
| 104       | 26       | «Sea Patrol: Pups Save Puplantis»         | «Морський патруль: Щенята рятують Цуцлантиду»        | 15 січня 2018     | 3 лютого 2018   | 426       |

### 5 сезон (2018—2019)
| № серії   | № серії  | Оригінальна назва                                   | Українська назва                                                  | Дата показу       | Дата показу     | Код серії |
| В серіалі | В сезоні | Оригінальна назва                                   | Українська назва                                                  | США               | Канада          | Код серії |
| --------- | -------- | --------------------------------------------------- | ----------------------------------------------------------------- | ----------------- | --------------- | --------- |
| 105a      | 1a       | «Pups Save the Kitty Rescue Crew»                   | «Щенята рятують команду кошенят-рятувальників»                    | 6 лютого 2018     | 30 червня 2018  | 501       |
| 105b      | 1b       | «Pups Save an Ostrich»                              | «Щенята рятують страуса»                                          | 6 лютого 2018     | 30 червня 2018  | 501       |
| 106a      | 2a       | «Pups Save Big Paw»                                 | «Щенята рятують Великолапа»                                       | 8 лютого 2018     | 7 липня 2018    | 502       |
| 106b      | 2b       | «Pups Save the Hum-mover»                           | «Щенята рятують Гамокат»                                          | 8 лютого 2018     | 7 липня 2018    | 502       |
| 107a      | 3a       | «Sea Patrol: Pups Save a Sunken Sloop»              | «Щенята рятують затонулий шлюп»                                   | 19 лютого 2018    | 14 липня 2018   | 503       |
| 107b      | 3b       | «Sea Patrol: Pups Save a Wiggly Whale»              | «Щенята рятують вертлявого кита»                                  | 19 лютого 2018    | 14 липня 2018   | 503       |
| 108a      | 4a       | «Pups Save a High-flying Skye»                      | «Щенята рятують летючу Скай»                                      | 8 березня 2018    | 21 липня 2018   | 504       |
| 108b      | 4b       | «Pups Go for the Gold»                              | «Щенята рятують золото»                                           | 8 березня 2018    | 21 липня 2018   | 504       |
| 109a      | 5a       | «Pups Save an Extreme Lunch»                        | «Щенята рятують екстремальний обід»                               | 30 березня 2018   | 28 липня 2018   | 505       |
| 109b      | 5b       | «Pups Save a Cat Burglar»                           | «Щенята рятують викрадачку котиків»                               | 30 березня 2018   | 28 липня 2018   | 505       |
| 110a      | 6a       | «Sea Patrol: Pups Save the Flying Diving Bell»      | «Морський патруль: Щенята рятують летючий водолазний дзвін»       | 20 квітня 2018    | 4 серпня 2018   | 506       |
| 110b      | 6b       | «Sea Patrol: Pups Save a Soggy Farm»                | «Морський патруль: Щенята рятують затоплену ферму»                | 20 квітня 2018    | 4 серпня 2018   | 506       |
| 111a      | 7a       | «Pups Save the Butterflies»                         | «Щенята рятують метеликів»                                        | 3 травня 2018     | 11 серпня 2018  | 507       |
| 111b      | 7b       | «Pups Save an Underground Chicken»                  | «Щенята рятують підземну курочку»                                 | 3 травня 2018     | 11 серпня 2018  | 507       |
| 112a      | 8a       | «Pups Save the Bookmobile»                          | «Щенята рятують пересувну бібліотеку»                             | 1 травня 2018     | 18 серпня 2018  | 508       |
| 112b      | 8b       | «Pups Save Heady Humdinger»                         | «Щенята рятують мера Гамдінґера»                                  | 1 травня 2018     | 18 серпня 2018  | 508       |
| 113       | 9        | «Sea Patrol: Pups Save Their Pirated Sea Patroller» | «Морський патруль: Щенята рятують викрадений Морський патрульник» | 25 травня 2018    | 25 серпня 2018  | 509       |
| 114a      | 10a      | «Pups Save the PawPaws»                             | «Щенята рятують папаю»                                            | 28 червня 2018    | 1 вересня 2018  | 510       |
| 114b      | 10b      | «Pups Save a Popped Top»                            | «Щенята рятують зерносховище»                                     | 28 червня 2018    | 1 вересня 2018  | 510       |
| 115       | 11       | «Ultimate Rescue: Pups Save the Royal Kitties»      | «Щеняча патрульна поліція: Щенята рятують королівських кошенят»   | 22 червня 2018    | 8 вересня 2018  | 511       |
| 116a      | 12a      | «Pups Save the Snowshoeing Goodways»                | «Щенята рятують Ґудвеїв у снігоступах»                            | 17 липня 2018     | 15 вересня 2018 | 512       |
| 116b      | 12b      | «Pups Save a Duck Pond»                             | «Щенята рятують качиний став»                                     | 17 липня 2018     | 15 вересня 2018 | 512       |
| 117a      | 13a      | «Sea Patrol: Pups Save Tilly Turbot»                | «Щенята рятують Тілі Палтус»                                      | 19 липня 2018     | 22 вересня 2018 | 513       |
| 117b      | 13b      | «Pups Save an Upset Elephant»                       | «Щенята рятують сумного слоника»                                  | 19 липня 2018     | 22 вересня 2018 | 513       |
| 118       | 14       | «Ultimate Rescue: Pups Save the Tigers»             | «Супер патруль: Щенята рятують тигрів»                            | 10 серпня 2018    | 22 грудня 2018  | 514       |
| 119a      | 15a      | «Rocky Saves Himself»                               | «Роккі рятує себе»                                                | 3 вересня 2018    | 25 грудня 2018  | 515       |
| 119b      | 15b      | «Pups and the Mystery of the Driverless Snow Cat»   | «Щенята та таємниця безпілотного снігоочисника»                   | 3 вересня 2018    | 25 грудня 2018  | 515       |
| 120a      | 16a      | «Pups Save the Trick-or-Treaters»                   | «Щенята рятують Гелловін»                                         | 8 жовтня 2018     | 12 січня 2019   | 516       |
| 120b      | 16b      | «Pups Save an Out of Control Mini Patrol»           | «Щенята рятують міні-патруль»                                     | 8 жовтня 2018     | 12 січня 2019   | 516       |
| 121       | 17       | «Ultimate Rescue: Pups Save the Movie Monster»      | «Супер патруль: Щенята рятують кіномонстра»                       | 21 вересня 2018   | 15 грудня 2018  | 517       |
| 122a      | 18a      | «Mission PAW: Pups Save a Royal Concert»            | «Операція „Гав“: Щенята рятують королівський концерт»             | 26 жовтня 2018    | 25 грудня 2018  | 518       |
| 122b      | 18b      | «Mission PAW: Pups Save the Princess' Pals»         | «Операція „Гав“: Щенята рятують друзів принцеси»                  | 26 жовтня 2018    | 25 грудня 2018  | 518       |
| 123a      | 19a      | «Pups and the Werepuppy»                            | «Щенята і вовко-щеня»                                             | 12 жовтня 2018    | 19 січня 2019   | 519       |
| 123b      | 19b      | «Pups Save a Sleepwalking Mayor»                    | «Щенята рятують мера-сновиду»                                     | 12 жовтня 2018    | 19 січня 2019   | 519       |
| 124a      | 20a      | «Ultimate Rescue: Pups Save a Swamp Monster»        | «Супер порятунок: Щенята рятують болотяного монстра»              | 30 листопада 2018 | 26 січня 2019   | 520       |
| 124b      | 20b      | «Ultimate Rescue: Pups and the Hidden Golden Bones» | «Супер порятунок: Щенята і сховані золоті кістки»                 | 30 листопада 2018 | 26 січня 2019   | 520       |
| 125a      | 21a      | «Pups Save a Cuckoo Clock»                          | «Щенята рятують годинник з зозулею»                               | 16 листопада 2018 | 2 лютого 2019   | 521       |
| 125b      | 21b      | «Pups Save Ms. Marjorie's House»                    | «Щенята рятують дім пані Марджері»                                | 16 листопада 2018 | 2 лютого 2019   | 521       |
| 126a      | 22a      | «Pups Save Thanksgiving»                            | «Щенята рятують День подяки»                                      | 21 листопада 2018 | 9 лютого 2019   | 522       |
| 126b      | 22b      | «Pups Save a Windy Bay»                             | «Щенята рятують бухту вітрів»                                     | 21 листопада 2018 | 9 лютого 2019   | 522       |
| 127a      | 23a      | «Pups Save a Frozen Camp Out»                       | «Щенята рятують замерзлий табір»                                  | 14 грудня 2018    | 2 березня 2019  | 523       |
| 127b      | 23b      | «Pups Save the Fizzy Pickles»                       | «Щенята рятують огірки»                                           | 14 грудня 2018    | 2 березня 2019  | 523       |
| 128a      | 24a      | «Pups Save a Pluck-o-matic»                         | «Щенята рятують хапайстра»                                        | 31 грудня 2018    | 23 лютого 2019  | 524       |
| 128b      | 24b      | «Pups Save a Mascot»                                | «Щенята рятують талісман»                                         | 31 грудня 2018    | 23 лютого 2019  | 524       |
| 129       | 25       | «Ultimate Rescue: Pups Save a Runaway Stargazer»    | «Супер патруль: Щенята рятують обсерваторію-втікачку»             | 21 січня 2019     | 16 лютого 2019  | 525       |
| 130a      | 26a      | «Pups Save Ace's Birthday Surprise»                 | «Щенята рятують подарунок для Ейс»                                | 25 січня 2019     | 9 березня 2019  | 526       |
| 130b      | 26b      | «Pups Save a Tower of Pizza»                        | «Щенята рятують вежу з піци»                                      | 25 січня 2019     | 9 березня 2019  | 526       |

### 6 сезон (2019—2020)
| № серії   | № серії  | Оригінальна назва                                                  | Українська назва                                                 | Дата показу       | Дата показу       | Код серії |
| В серіалі | В сезоні | Оригінальна назва                                                  | Українська назва                                                 | США               | Канада            | Код серії |
| --------- | -------- | ------------------------------------------------------------------ | ---------------------------------------------------------------- | ----------------- | ----------------- | --------- |
| 131a      | 1a       | «Pups Save the Jungle Penguins»                                    | «Щенята рятують пінгвінів у джунглях»                            | 22 лютого 2019    | 18 травня 2019    | 601       |
| 131b      | 1b       | «Pups Save a Freighter»                                            | «Щенята рятують вантажне судно»                                  | 22 лютого 2019    | 18 травня 2019    | 601       |
| 132a      | 2a       | «Ultimate Rescue: Pups Stop a Meltdown»                            | «Супер патруль: Щенята зупиняють спеку»                          | 4 березня 2019    | 25 травня 2019    | 602       |
| 132b      | 2b       | «Ultimate Rescue: Pups and the Mystery of the Missing Cell Phones» | «Супер патруль: Щенята і загадка зниклих телефонів»              | 4 березня 2019    | 25 травня 2019    | 602       |
| 133a      | 3a       | «Pups Save a Melon Festival»                                       | «Щенята рятують фестиваль баштанних культур»                     | 15 березня 2019   | 1 червня 2019     | 603       |
| 133b      | 3b       | «Pups Save a Cow»                                                  | «Щенята рятують корову»                                          | 15 березня 2019   | 1 червня 2019     | 603       |
| 134a      | 4a       | «Pups Save the Honey»                                              | «Щенята рятують мед»                                             | 26 квітня 2019    | 8 червня 2019     | 604       |
| 134b      | 4b       | «Pups Save Mayor Goodway's Purse»                                  | «Щенята рятують сумочку мера»                                    | 26 квітня 2019    | 8 червня 2019     | 604       |
| 135a      | 5a       | «Ultimate Rescue: Pups Save the Mountain Climbers»                 | «Супер патруль: Щенята рятують альпіністів»                      | 19 квітня 2019    | 15 червня 2019    | 605       |
| 135b      | 5b       | «Ultimate Rescue: Pups Save Captain Gordy»                         | «Супер патруль: Щенята рятують капітана Ґорді»                   | 19 квітня 2019    | 15 червня 2019    | 605       |
| 136a      | 6a       | «Pups and the Stinky Bubble Trouble»                               | «Щенята і смердючі бульбашки»                                    | 3 травня 2019     | 22 червня 2019    | 606       |
| 136b      | 6b       | «Pups Save the Baby Ostriches»                                     | «Щенята рятують страусят»                                        | 3 травня 2019     | 22 червня 2019    | 606       |
| 137a      | 7a       | «Pups Save Gustavo's Guitar»                                       | «Щенята рятують гітару Ґуставо»                                  | 27 травня 2019    | 29 червня 2019    | 607       |
| 137b      | 7b       | «Pups Save the Yoga Goats»                                         | «Щенята рятують кіз-йогів»                                       | 27 травня 2019    | 29 червня 2019    | 607       |
| 138a      | 8a       | «Pups Save Bedtime»                                                | «Щенята рятують сон»                                             | 3 вересня 2019    | 6 липня 2019      | 608       |
| 138b      | 8b       | «Pups Save Chickaletta's Egg»                                      | «Щенята рятують яйце Ціпалети»                                   | 3 вересня 2019    | 6 липня 2019      | 608       |
| 139       | 9        | «Mighty Pups, Super Paws: When Super Kitties Attack»               | «Могутні щенята, супер лапи: Атака супер-кошенят»                | 28 червня 2019    | 13 липня 2019     | 609       |
| 140a      | 10a      | «Pups Save a Manatee»                                              | «Щенята рятують ламантина»                                       | 4 вересня 2019    | 20 липня 2019     | 610       |
| 140b      | 10b      | «Pups Save Breakfast»                                              | «Щенята рятують сніданок»                                        | 4 вересня 2019    | 20 липня 2019     | 610       |
| 141a      | 11a      | «Pups Save the Land Pirates»                                       | «Щенята рятують сухопутних піратів»                              | 5 вересня 2019    | 27 липня 2019     | 611       |
| 141b      | 11b      | «Pups Save the Birdwatching Turbots»                               | «Щенята рятують спостерігачів за птахами»                        | 5 вересня 2019    | 27 липня 2019     | 611       |
| 142       | 12       | «Mighty Pups, Super Paws: Pups Meet the Mighty Twins»              | «Могутній патруль: Щенята зустрічають могутніх близнят»          | 26 липня 2019     | 3 серпня 2019     | 612       |
| 143a      | 13a      | «Pups Save a Freaky Pup-day»                                       | «Щенята рятують навіжений день»                                  | 12 листопада 2019 | 10 серпня 2019    | 613       |
| 143b      | 13b      | «Pups Save a Runaway Mayor»                                        | «Щенята рятують мера-бігуна»                                     | 12 листопада 2019 | 10 серпня 2019    | 613       |
| 144a      | 14a      | «Pups Save a Bat Family»                                           | «Щенята рятують сім'ю кажанів»                                   | 4 жовтня 2019     | 12 жовтня 2019    | 614       |
| 144b      | 14b      | «Pups Save a Mud Monster»                                          | «Щенята рятують грязо-монстра»                                   | 4 жовтня 2019     | 12 жовтня 2019    | 614       |
| 145a      | 15a      | «Mighty Pups, Super Paws: Pups Save a Giant Chicken»               | «Могутній патруль: Щенята рятують гігантську курку»              | 2 вересня 2019    | 19 жовтня 2019    | 615       |
| 145b      | 15b      | «Mighty Pups, Super Paws: Pups Stop Harold's Deep Freeze»          | «Могутній патруль: Щенята зупиняють Гарольдів холод»             | 2 вересня 2019    | 19 жовтня 2019    | 615       |
| 146a      | 16a      | «Pups Save the Balloon Pups»                                       | «Щенята рятують повітряні кульки-щенят»                          | 27 листопада 2019 | 26 жовтня 2019    | 616       |
| 146b      | 16b      | «Pups Save the Spider Spies»                                       | «Щенята рятують мисливців на павуків»                            | 27 листопада 2019 | 26 жовтня 2019    | 616       |
| 147a      | 17a      | «Pups Save the Bears»                                              | «Щенята рятують ведмедів»                                        | 13 листопада 2019 | 2 листопада 2019  | 617       |
| 147b      | 17b      | «Pups Save a Farmerless Farm»                                      | «Щенята рятують ферму без фермерів»                              | 13 листопада 2019 | 2 листопада 2019  | 617       |
| 148a      | 18a      | «Mighty Pups, Super Paws: Pups and the Big Twin Trick»             | «Могутні щенята, супер лапи: Щенята й супер-трюк близнят»        | 11 жовтня 2019    | 9 листопада 2019  | 618       |
| 148b      | 18b      | «Mighty Pups, Super Paws: Pups Save a Mega Mayor»                  | «Могутні щенята, супер лапи: Щенята рятують мега-мера»           | 11 жовтня 2019    | 9 листопада 2019  | 618       |
| 149a      | 19a      | «Pups Save a White Wolf»                                           | «Щенята рятують білого вовка»                                    | 20 грудня 2019    | 16 листопада 2019 | 619       |
| 149b      | 19b      | «Pups Save a Wrong Way Explorer»                                   | «Щенята рятують мандрівника-невдаху»                             | 20 грудня 2019    | 16 листопада 2019 | 619       |
| 150a      | 20a      | «Pups Save the Squirrels»                                          | «Щенята рятують білок»                                           | 14 листопада 2019 | 23 листопада 2019 | 620       |
| 150b      | 20b      | «Pups Save a Roo»                                                  | «Щенята рятують кенгуру»                                         | 14 листопада 2019 | 23 листопада 2019 | 620       |
| 151       | 21       | «Mighty Pups, Charged Up: Pups vs. the Copycat»                    | «Могутні Щенята, Повний Заряд: Щенята проти Імітатора»           | 20 січня 2020     | 21 грудня 2019    | 621       |
| 152a      | 22a      | «Pups Save a Humsquatch»                                           | «Щенята рятують Гамсквоча»                                       | 27 січня 2020     | 11 січня 2020     | 622       |
| 152b      | 22b      | «Pups Stop a Far Flung Flying Disc»                                | «Щенята зупиняють летючий диск»                                  | 27 січня 2020     | 11 січня 2020     | 622       |
| 153a      | 23a      | «Pups Rescue a Rescuer»                                            | «Щенята рятують рятувальника»                                    | 28 лютого 2020    | 18 січня 2020     | 623       |
| 153b      | 23b      | «Pups Save the Phantom of the Frog Pond»                           | «Щенята рятують привида жаб'ячого ставка»                        | 28 лютого 2020    | 18 січня 2020     | 623       |
| 154a      | 24a      | «Mighty Pups, Charged Up: Pups Stop a Big Bad Bot»                 | «Могутній патруль, електросила: Щенята зупиняють робота-гіганта» | 17 лютого 2020    | 25 січня 2020     | 624       |
| 154b      | 24b      | «Mighty Pups, Charged Up: Pups vs. the Dome»                       | «Могутній патруль, електросила: Щенята проти купола»             | 17 лютого 2020    | 25 січня 2020     | 624       |
| 155a      | 25a      | «Ultimate Rescue: Pups Save the Opening Ceremonies»                |                                                                  | 23 липня 2021     | 15 лютого 2020    | 625       |
| 155b      | 25b      | «Ultimate Rescue: Pups Save the Adventure Bay Games»               |                                                                  | 23 липня 2021     | 15 лютого 2020    | 625       |
| 156a      | 26a      | «Pups Save a Tour Bus»                                             | «Щенята рятують туристський автобус»                             | 13 березня 2020   | 22 лютого 2020    | 626       |
| 156b      | 26b      | «Pups Save Midnight at the Museum»                                 | «Щенята рятують „Ніч у музеї“»                                   | 13 березня 2020   | 22 лютого 2020    | 626       |

### 7 сезон (2020—2021)
| № серії   | № серії  | Оригінальна назва                                        | Українська назва                                           | Дата показу       | Дата показу       | Код серії |
| В серіалі | В сезоні | Оригінальна назва                                        | Українська назва                                           | США               | Канада            | Код серії |
| --------- | -------- | -------------------------------------------------------- | ---------------------------------------------------------- | ----------------- | ----------------- | --------- |
| 157a      | 1a       | «Mighty Pups, Charged Up: Pups Stop a Humdinger Horde»   | «Могутні щенята: Патруль зупиняє ватагу Гамдінґера»        | 27 березня 2020   | 2 травня 2020     | 701       |
| 157b      | 1b       | «Mighty Pups, Charged Up: Pups Save a Mighty Lighthouse» | «Могутні щенята: Патруль рятує маяк»                       | 27 березня 2020   | 2 травня 2020     | 701       |
| 158a      | 2a       | «Pups Save Election Day»                                 | «Щенята рятують День виборів»                              | 30 жовтня 2020    | 9 травня 2020     | 702       |
| 158b      | 2b       | «Pups Save the Bubble Monkeys»                           | «Щенята рятують мавп із жуйками»                           | 30 жовтня 2020    | 9 травня 2020     | 702       |
| 159a      | 3a       | «Pups Save an Antarctic Martian»                         | «Щенята рятують антарктичного марсіанина»                  | 8 травня 2020     | 16 травня 2020    | 703       |
| 159b      | 3b       | «Pups Save the Maze Explorers»                           | «Щенята рятують дослідників лабіринту»                     | 8 травня 2020     | 16 травня 2020    | 703       |
| 160       | 4        | «Mighty Pups, Charged Up: Pups vs. Three Super Baddies»  | «Могутні щенята: Патруль проти трьох Супер-лиходіїв»       | 17 квітня 2020    | 23 травня 2020    | 704       |
| 161a      | 5a       | «Pups Save a Waiter Bot»                                 | «Щенята рятують робота офіціанта»                          | 5 червня 2020     | 30 травня 2020    | 705       |
| 161b      | 5b       | «Pups Stop a Pie-clone»                                  | «Щенята зупиняють циклон із пирогів»                       | 5 червня 2020     | 30 травня 2020    | 705       |
| 162       | 6        | «Dino Rescue: Pups and the Lost Dino Eggs»               | «Динопорятунок: Щенята й загублені яйця динозаврів»        | 26 червня 2020    | 13 червня 2020    | 706       |
| 163a      | 7a       | «Dino Rescue: Pups Save a Pterodactyl»                   | «Динопорятунок: Щенята рятують птеродактиля»               | 24 липня 2020     | 27 червня 2020    | 707       |
| 163b      | 7b       | «Dino Rescue: Pups and the Big Rumble»                   | «Динопорятунок: Щенята і страшний гуркіт»                  | 7 серпня 2020     | 27 червня 2020    | 707       |
| 164       | 8        | «Dino Rescue: Pups Save a Hum-dino»                      | «Динопорятунок: Щенята рятують Гам-динозавра»              | 7 вересня 2020    | 11 липня 2020     | 708       |
| 165a      | 9a       | «Dino Rescue: Pups Save a Sore Dino»                     | «Динопорятунок: Щенята чистять зуби динозавру»             | 13 листопада 2020 | 25 липня 2020     | 709       |
| 165b      | 9b       | «Dino Rescue: Pups Save the Triceratops Tag-alongs»      | «Динопорятунок: Щенята рятують вершників на трицераптосах» | 13 листопада 2020 | 25 липня 2020     | 709       |
| 166a      | 10a      | «Pups Save the Big Bad Bird Crew»                        | «Щенята рятують птахів-розбишак»                           | 10 липня 2020     | 8 серпня 2020     | 710       |
| 166b      | 10b      | «Pups Save a Soapbox Derby»                              | «Щенята рятують гонки на мильницях»                        | 10 липня 2020     | 8 серпня 2020     | 710       |
| 167a      | 11a      | «Pups Save the Skydivers»                                | «Щенята рятують парашутистів»                              | 21 серпня 2020    | 22 серпня 2020    | 711       |
| 167b      | 11b      | «Pups Save the Cupcakes»                                 | «Щенята рятують кекси»                                     | 21 серпня 2020    | 22 серпня 2020    | 711       |
| 168       | 12       | «Ultimate Rescue: Pups Save the Pupmobiles»              | «Супер патруль: Щенята рятують цуц-мобілі»                 | 9 жовтня 2020     | 5 вересня 2020    | 712       |
| 169a      | 13a      | «Pups Save a Lost Gold Miner»                            | «Щенята рятують зниклого золотошукача»                     | 16 жовтня 2020    | 19 вересня 2020   | 713       |
| 169b      | 13b      | «Pups Save Uncle Otis from His Cabin»                    | «Щенята рятують Дядька Отіса від хатини»                   | 16 жовтня 2020    | 19 вересня 2020   | 713       |
| 170a      | 14a      | «Pups Save a Rocket Roller Skater»                       | «Щенята рятують любителя швидкісних роликів»               | 23 жовтня 2020    | 3 жовтня 2020     | 714       |
| 170b      | 14b      | «Pups Save Ryder's Surprise»                             | «Щенята рятують сюрприз для Райдера»                       | 23 жовтня 2020    | 3 жовтня 2020     | 714       |
| 171a      | 15a      | «Pups Save the Marooned Mayors»                          | «Щенята рятують загубленних мерів»                         | 11 грудня 2020    | 24 жовтня 2020    | 715       |
| 171b      | 15b      | «Pups Save the Game Show»                                | «Щенята рятують теле-шоу»                                  | 11 грудня 2020    | 24 жовтня 2020    | 715       |
| 172a      | 16a      | «Pups Save the Chalk Art»                                | «Щенята рятують малюнки крейдою»                           | 6 листопада 2020  | 7 листопада 2020  | 716       |
| 172b      | 16b      | «Pups Save the Hot Potato»                               | «Щенята рятують гарячу картоплю»                           | 6 листопада 2020  | 7 листопада 2020  | 716       |
| 173       | 17       | «Pups Save a Bah Humdinger»                              | «Щенята рятують Гамдінґера»                                | 20 листопада 2020 | 5 грудня 2020     | 717       |
| 174a      | 18a      | «Pups Save Little Hairy»                                 | «Щенята рятують Шерстку»                                   | 23 квітня 2021    | 21 листопада 2020 | 718       |
| 174b      | 18b      | «Pups Save a Kooky Climber»                              | «Щенята рятують альпініста»                                | 23 квітня 2021    | 21 листопада 2020 | 718       |
| 175a      | 19a      | «Pups Save Queen Cluck-cluck»                            | «Щенята рятують королеву Ко-Ко»                            | 12 березня 2021   | 19 грудня 2020    | 719       |
| 175b      | 19b      | «Pups Save a Desert Flounder»                            | «Щенята рятують Пустельну-Камбалу»                         | 12 березня 2021   | 19 грудня 2020    | 719       |
| 176       | 20       | «Moto Pups: Pups vs. the Ruff-ruff Pack»                 | «Мото-патруль: Щенята проти Гав-гав банди»                 | 15 січня 2021     | 16 січня 2021     | 720       |
| 177a      | 21a      | «Pups Save a Trash-dinger»                               | «Щенята рятують Сміттєдінґер»                              | 5 лютого 2021     | 30 січня 2021     | 721       |
| 177b      | 21b      | «Pups Save the Royal Armour»                             | «Щенята рятують королівські лати»                          | 5 лютого 2021     | 30 січня 2021     | 721       |
| 178a      | 22a      | «Moto Pups: Pups Save the Donuts»                        | «Мото-патруль: Щенята рятують пончики»                     | 19 лютого 2021    | 13 лютого 2021    | 722       |
| 178b      | 22b      | «Moto Pups: Pups Save the Kitties»                       | «Мото-патруль: Щенята рятують кошенят»                     | 19 лютого 2021    | 13 лютого 2021    | 722       |
| 179       | 23       | «Moto Pups: Pups Save a Moto Mayor»                      | «Мото-патруль: Щенята рятують Мера-на-мотоциклі»           | 19 березня 2021   | 27 лютого 2021    | 723       |
| 180a      | 24a      | «Moto Pups: Rescue at Twisty Top Mesa»                   | «Мото-патруль: Порятунок на Спіральній горі»               | 16 квітня 2021    | 13 березня 2021   | 724       |
| 180b      | 24b      | «Moto Pups: Pups Save a Sneezy Chase»                    | «Мото-патруль: Щенята рятують Гонщика від чханя»           | 16 квітня 2021    | 13 березня 2021   | 724       |
| 181a      | 25a      | «Ultimate Rescue: Pups Stop a Junk-monster»              | «Супер порятунок: Щенята зупиняють сміттє-монстра»         | 26 лютого 2021    | 27 березня 2021   | 725       |
| 181b      | 25b      | «Pups Save the Whale Pod»                                | «Щенята рятують китів»                                     | 26 лютого 2021    | 27 березня 2021   | 725       |
| 182a      | 26a      | «Pups Save Thundermouth»                                 | «Щенята рятують Громорота»                                 | 7 травня 2021     | 10 квітня 2021    | 726       |
| 182b      | 26b      | «Pups Save a Class Pet»                                  | «Щенята рятують улюбленця класу»                           | 7 травня 2021     | 10 квітня 2021    | 726       |

### 8 сезон (2021—2022)
| № серії   | № серії  | Оригінальна назва                                                  | Українська назва                                       | Дата показу       | Дата показу                                | Код серії |
| В серіалі | В сезоні | Оригінальна назва                                                  | Українська назва                                       | США               | Канада                                     | Код серії |
| --------- | -------- | ------------------------------------------------------------------ | ------------------------------------------------------ | ----------------- | ------------------------------------------ | --------- |
| 183a      | 1a       | «Pups Save a Runaway Rooster»                                      | «Щенята рятують півника-утікача»                       | 28 травня 2021    | 15 травня 2021                             | 801       |
| 183b      | 1b       | «Pups Save a Snowbound Cow»                                        | «Щенята рятують корову зі снігу»                       | 28 травня 2021    | 15 травня 2021                             | 801       |
| 184a      | 2a       | «Pups Save a Sweet Mayor»                                          | «Щенята рятують солодкого мера»                        | 2 квітня 2021     | 29 травня 2021                             | 802       |
| 184b      | 2b       | «Pups Save a Magic Trick»                                          | «Щенята рятують фокус»                                 | 2 квітня 2021     | 29 травня 2021                             | 802       |
| 185a      | 3a       | «Pups Save a Rubble-Double»                                        | «Щенята рятують Кремезового двійника»                  | 25 червня 2021    | 29 травня 2021                             | 803       |
| 185b      | 3b       | «Pups Save a Clown»                                                | «Щенята рятують клоуна»                                | 25 червня 2021    | 29 травня 2021                             | 803       |
| 186       | 4        | «Pups Stop the Cheetah»                                            | «Щенята зупиняють Гепарду»                             | 10 вересня 2021   | 12 червня 2021                             | 804       |
| 187a      | 5a       | «Pups Save the Moustache»                                          | «Щенята рятують вуса»                                  | 30 липня 2021     | 19 червня 2021                             | 805       |
| 187b      | 5b       | «Pups Save the Funhouse»                                           | «Порятунок „Дому веселощів“»                           | 30 липня 2021     | 19 червня 2021                             | 805       |
| 188a      | 6a       | «Sea Patrol: Pups Save a Water Walker»                             | «Морський патруль: Щенята рятують водохода»            | 18 червня 2021    | 26 червня 2021                             | 806       |
| 188b      | 6b       | «Sea Patrol: Pups Save a Windsurfer»                               | «Морський патруль: Щенята рятують віндсерфера»         | 18 червня 2021    | 26 червня 2021                             | 806       |
| 189a      | 7a       | «Pups Save the Hiding Elephants»                                   | «Щенята рятують слоненят»                              | 15 жовтня 2021    | 3 липня 2021                               | 807       |
| 189b      | 7b       | «Pups Save a Yodeler»                                              | «Щенята рятують Йодлера»                               | 15 жовтня 2021    | 3 липня 2021                               | 807       |
| 190a      | 8a       | «Pups Save the Dizzy Dust Express»                                 | «Щенята рятують „Вихропильний Експрес“»                | 19 листопада 2021 | 10 липня 2021                              | 808       |
| 190b      | 8b       | «Pups Save the Treetop Trek»                                       | «Щенята рятують підкорювачок дерев»                    | 19 листопада 2021 | 10 липня 2021                              | 808       |
| 191a      | 9a       | «Pups Save the Treasure Cruise»                                    | «Щенята рятують шукачів скарбу»                        | 9 грудня 2021     | 24 липня 2021                              | 809       |
| 191b      | 9b       | «Pups Save Rocket Ryder»                                           | «Щенята рятують Райдера з ракетами»                    | 9 грудня 2021     | 24 липня 2021                              | 809       |
| 192a      | 10a      | «Pups and Katie Stop the Barking Kitty Crew!»                      | «Щенята і Кеті зупиняють гавкучих кошенят»             | 13 серпня 2021    | 4 вересня 2021                             | 810       |
| 192b      | 10b      | «Pups Save the Glasses»                                            | «Щенята рятують окуляри»                               | 13 серпня 2021    | 4 вересня 2021                             | 810       |
| 193a      | 11a      | «Pups vs. a Neon Humdinger»                                        | «Щенята проти неонового Гамдінґера»                    | 6 серпня 2021     | 18 вересня 2021                            | 811       |
| 193b      | 11b      | «Pups Save a Royal Painting»                                       | «Щенята рятують королівський портрет»                  | 6 серпня 2021     | 18 вересня 2021                            | 811       |
| 194a      | 12a      | «Pups Save a Chicken Tulip»                                        | «Щенята рятують тюльпан-курку»                         | 11 лютого 2022    | 2 жовтня 2021                              | 812       |
| 194b      | 12b      | «Pups Stop an Xtreme Shark»                                        | «Щенята зупиняють екстремальну акулу»                  | 11 лютого 2022    | 2 жовтня 2021                              | 812       |
| 195a      | 13a      | «Pups Save a Show Jumper»                                          | «Щенята рятують стрибуна»                              | 24 вересня 2021   | 16 жовтня 2021                             | 813       |
| 195b      | 13b      | «Pups Save the Salmon»                                             | «Щенята рятують лосося»                                | 24 вересня 2021   | 16 жовтня 2021                             | 813       |
| 196a      | 14a      | «Pups vs. Ouchy Paws»                                              | «Щенята проти Лапужала»                                | 22 жовтня 2021    | 30 жовтня 2021                             | 814       |
| 196b      | 14b      | «Pups Save a Glow-in-the-Dark Party»                               | «Щенята рятують неонову вечірку»                       | 22 жовтня 2021    | 30 жовтня 2021                             | 814       |
| 197       | 15       | «Rescue Knights: Quest for the Dragon's Tooth»                     | «Лицарський патруль: У пошуках драконячого зуба»       | 21 січня 2022     | 13 листопада 2021                          | 815       |
| 198a      | 16a      | «Pups Stop a Super Shaker»                                         | «Щенята зупиняють Супер-Тряс»                          | 5 листопада 2021  | 20 листопада 2021                          | 816       |
| 198b      | 16b      | «Pups Save a Flying Farmhouse»                                     | «Щенята рятують летючу ферму»                          | 5 листопада 2021  | 20 листопада 2021                          | 816       |
| 199a      | 17a      | «Pups Save a Box Fort»                                             | «Щенята рятують картону фортецю»                       | 20 травня 2022    | 27 листопада 2021                          | 817       |
| 199b      | 17b      | «Pups Save Travelin' Travis from Really Big Bill!»                 | «Щенята рятують мандрівника Тревіса від Білла Велетня» | 20 травня 2022    | 27 листопада 2021                          | 817       |
| 200       | 18       | «Rescue Knights: Pups Save a Dozing Dragon»                        | «Лицарський патруль: Щенята рятують сонного дракона»   | 8 квітня 2022     | 4 грудня 2021                              | 818       |
| 201a      | 19a      | «Rescue Knights: Pups Save a Tournament»                           | «Лицарський патруль: Щенята рятують турнір»            | 19 березня 2022   | 11 грудня 2021                             | 819       |
| 201b      | 19b      | «Rescue Knights: Pups Save the Baby Dragons»                       | «Лицарський патруль: Щенята рятують дракончиків»       | 19 березня 2022   | 11 грудня 2021                             | 819       |
| 202a      | 20a      | «Rescue Knights: Break the Ice»                                    | «Лицарський патруль: Щенята розтоплюють лід»           | 4 лютого 2022     | 18 грудня 2021                             | 820       |
| 202b      | 20b      | «Rescue Knights: Pups Save Excalibark»                             | «Лицарський патруль: Щенята рятують Гавкалібур»        | 4 лютого 2022     | 18 грудня 2021                             | 820       |
| 203a      | 21a      | «Dancing with Luke Stars!»                                         | «Танці з Люком Старсом»                                | 15 квітня 2022    | 19 лютого 2022                             | 821       |
| 203b      | 21b      | «Pups Save a Mischievous Octopus»                                  | «Щенята рятують пустотливого восьминога»               | 15 квітня 2022    | 19 лютого 2022                             | 821       |
| 204a      | 22a      | «Pups Save the Kitties and the Kiddies»                            | «Щенята рятують котиків і діток»                       | 13 травня 2022    | 26 лютого 2022                             | 822       |
| 204b      | 22b      | «Pups Save the Greenhouse»                                         | «Щенята рятують теплицю»                               | 13 травня 2022    | 26 лютого 2022                             | 822       |
| 205a      | 23a      | «Pups Save the Floating Goodways»                                  | «Щенята рятують родину Ґудвеїв»                        | 3 червня 2022     | 5 березня 2022                             | 823       |
| 205b      | 23b      | «Pups Save the Portable Pet Wash»                                  | «Щенята рятують пересувну мийку»                       | 3 червня 2022     | 5 березня 2022                             | 823       |
| 206a      | 24a      | «Pups Save a Lonesome Walrus»                                      | «Щенята рятують самотнього моржа»                      | 6 травня 2022     | 12 березня 2022                            | 824       |
| 206b      | 24b      | «Pups Save the Hummy Gummies»                                      | «Щенята рятують Гаммі-Ґаммі»                           | 6 травня 2022     | 12 березня 2022                            | 824       |
| 207a      | 25a      | «Cat Pack/PAW Patrol Rescue: Rubble and Wild and a Yarn Ball!»     | «Патруль і Котозграя: Кремез, Дикий Кіт та клубок!»    | 5 серпня 2022     | 1 квітня 2022 (Netflix)                    | 825       |
| 207b      | 25b      | «Cat Pack/PAW Patrol Rescue: Skye and Rory Flip It»                | «Патруль і Котозграя: Скай і Рорі стрибають разом»     | 5 серпня 2022     | 1 квітня 2022 (Netflix)                    | 825       |
| 207c      | 25c      | «Cat Pack/PAW Patrol Rescue: Marshall, Leo and a Ferris Wheel»     | «Патруль і Котозграя: Маршал, Лео і колесо огляду»     | 5 серпня 2022     | 1 квітня 2022 (Netflix)                    | 825       |
| 207d      | 25d      | «Cat Pack/PAW Patrol Rescue: Everest, Shade and the Mountain Goat» | «Патруль і Котозграя: Еверест, Тінь та козеня»         | 5 серпня 2022     | 1 квітня 2022 (Netflix)                    | 825       |
| 208a      | 26a      | «Pups Stop a Big Leak»                                             | «Щенята зупиняють прорив води»                         | 21 квітня 2023    | 7 травня 2023 (TV) 1 квітня 2023 (Netflix) | 826       |
| 208b      | 26b      | «Pups Save a Baby Anteater»                                        | «Щенята рятують мурахоїдика»                           | 21 квітня 2023    | 7 травня 2023 (TV) 1 квітня 2023 (Netflix) | 826       |
| 208c      | 26c      | «Pups Save a Hatch Day»                                            | «Щенята рятують День вилуплення»                       | 21 квітня 2023    | 7 травня 2023 (TV) 1 квітня 2023 (Netflix) | 826       |
| 208d      | 26d      | «Pups Save the Munchie Mobile»                                     | «Щенята рятують фургон пундиків»                       | 21 квітня 2023    | 7 травня 2023 (TV) 1 квітня 2023 (Netflix) | 826       |

### 9 сезон (2022—2023)
| № серії   | № серії  | Оригінальна назва                                                     | Українська назва                                     | Дата показу       | Дата показу       | Код серії |
| В серіалі | В сезоні | Оригінальна назва                                                     | Українська назва                                     | США               | Канада            | Код серії |
| --------- | -------- | --------------------------------------------------------------------- | ---------------------------------------------------- | ----------------- | ----------------- | --------- |
| 209a      | 1a       | «Liberty Makes a New Friend»                                          | «Ліберті знаходить нового друга»                     | 25 березня 2022   | 14 травня 2022    | 901       |
| 209b      | 1b       | «Pups Save the Pup Pup Boogie Contest»                                | «Щенята рятують конкурс „Гав-гав-буґґі“»             | 25 березня 2022   | 14 травня 2022    | 901       |
| 210       | 2        | «Pups Meet the Cat Pack»                                              | «Щенята зустрічають Котозграю»                       | 24 червня 2022    | 28 травня 2022    | 902       |
| 211a      | 3a       | «Cat Pack/PAW Patrol Rescue: Rocket Rescuers»                         | «Патруль і Котозграя: Порятунок ракети»              | 24 червня 2022    | 11 червня 2022    | 903       |
| 211b      | 3b       | «Cat Pack/PAW Patrol Rescue: Pups and Cats Save the Golden Lion Mask» | «Патруль і Котозграя: Маска Золотого Лева»           | 24 червня 2022    | 11 червня 2022    | 903       |
| 212a      | 4a       | «Cat Pack/PAW Patrol Rescue: The Cat Who Roared»                      | «Патруль і Котозграя: Кіт який ричав»                | 24 червня 2022    | 25 червня 2022    | 904       |
| 212b      | 4b       | «Cat Pack/PAW Patrol Rescue: Saving the Safe»                         | «Патруль і Котозграя: Порятунок сейфа»               | 24 червня 2022    | 25 червня 2022    | 904       |
| 213a      | 5a       | «Pups Save a Humdinger Doll»                                          | «Щенята рятують ляльку Гамдінґера»                   | 23 вересня 2022   | 9 липня 2022      | 905       |
| 213b      | 5b       | «Pups Save a Sand Sculpture Contest»                                  | «Щенята рятують конкурс піщанних скульптур»          | 23 вересня 2022   | 9 липня 2022      | 905       |
| 214       | 6        | «Big Truck Pups: Pups Stop a Flood»                                   | «Щенята-Водії зупиняють повінь»                      | 9 вересня 2022    | 23 липня 2022     | 906       |
| 215a      | 7a       | «Pups Save the Tooth Fairy»                                           | «Щенята рятують зубного фея»                         | 4 листопада 2022  | 6 серпня 2022     | 907       |
| 215b      | 7b       | «Pups Solve the Mystery of the Missing Paintings»                     | «Щенята розгадують таємницю зниклих картин»          | 4 листопада 2022  | 6 серпня 2022     | 907       |
| 216a      | 8a       | «Pups Save the Hatchlings»                                            | «Щенята рятують пташенят»                            | 8 квітня 2023     | 13 серпня 2022    | 908       |
| 216b      | 8b       | «Pups Save a Wrong Way Farmhand»                                      | «Щенята рятують робітника-роззяву»                   | 8 квітня 2023     | 13 серпня 2022    | 908       |
| 217       | 9        | «Big Truck Pups: Pups Save the Bridge»                                | «Водійський патруль: Щенята рятують міст»            | 21 листопада 2022 | 20 серпня 2022    | 909       |
| 218a      | 10a      | «Big Truck Pups: Pups Save a Sliding Chalet»                          | «Щянята-водії рятують будинок Джейка»                | 28 жовтня 2022    | 27 серпня 2022    | 910       |
| 218b      | 10b      | «Big Truck Pups: Pups Save a Really Big Dish»                         | «Щенята водії рятують велику тарілку»                | 28 жовтня 2022    | 27 серпня 2022    | 910       |
| 219a      | 11a      | «Big Truck Pups: Pups Save the Swiped Speakers»                       | «Водійський патруль: Щенята рятують колонки»         | 7 жовтня 2022     | 3 вересня 2022    | 911       |
| 219b      | 11b      | «Big Truck Pups: Pups Save the Big Big Pipes»                         | «Водійський патруль: Щенята рятують величезні труби» | 7 жовтня 2022     | 3 вересня 2022    | 911       |
| 220a      | 12a      | «Pups Stop the Return of Humsquatch»                                  | «Щенята зупиняють повернення Гамсквотча»             | 21 жовтня 2022    | 10 вересня 2022   | 912       |
| 220b      | 12b      | «Pups Save a Lonely Ghost»                                            | «Щенята рятують самотнього привида»                  | 21 жовтня 2022    | 10 вересня 2022   | 912       |
| 221a      | 13a      | «Mighty Pups, Super Paws: Pups Stop a Mighty Eel»                     | «Могутній патруль: Щенята зупиняють Могутню Мурену»  | 26 грудня 2022    | 17 вересня 2022   | 913       |
| 221b      | 13b      | «Mission PAW: Pups Save a Floating Royal Carriage»                    | «Щенята рятують плавучу королівську карету»          | 27 грудня 2022    | 17 вересня 2022   | 913       |
| 222       | 14       | «Aqua Pups: Pups Save a Floating Castle»                              | «Аквапатруль: Щенята рятують плавучий замок»         | 6 січня 2023      | 12 листопада 2022 | 914       |
| 223a      | 15a      | «Pups Save a T-Rex Tyke»                                              | «Щенята рятують тиранозаврика»                       | 28 грудня 2022    | 26 листопада 2022 | 915       |
| 223b      | 15b      | «Pups Save a Playful Elephant Calf»                                   | «Щенята рятують грайливе слонення»                   | 29 грудня 2022    | 26 листопада 2022 | 915       |
| 224       | 16       | «All Paws on Deck»                                                    | «Всі лапи готові діяти!»                             | 24 квітня 2023    | 10 грудня 2022    | 916       |
| 225a      | 17a      | «Pups Save Katie and Some Kitties»                                    | «Щенята рятують Кеті та котиків»                     | 17 лютого 2023    | 24 грудня 2022    | 917       |
| 225b      | 17b      | «Pups Save a Helo Humdinger»                                          | «Щенята рятують летючого Гамдінґера»                 | 17 лютого 2023    | 24 грудня 2022    | 917       |
| 226       | 18       | «Aqua Pups: Pups Save a Mer-Race»                                     | «Аква-щенята рятують „Гонки дружби“»                 | 20 січня 2023     | 25 грудня 2022    | 918       |
| 227a      | 19a      | «Aqua Pups: Pups Save a Merdinger»                                    | «Акващенята рятують Рибдінґера»                      | 13 січня 2023     | 21 січня 2023     | 919       |
| 227b      | 19b      | «Aqua Pups: Pups Save the Whale Patroller»                            | «Аквапатруль рятує патрульного кита»                 | 13 січня 2023     | 21 січня 2023     | 919       |
| 228a      | 20a      | «Aqua Pups: Pups Save the Reef»                                       | «Аквапатруль рятує риф»                              | 23 січня 2023     | 4 лютого 2023     | 920       |
| 228b      | 20b      | «Aqua Pups: Pups Stop a Giant Squid»                                  | «Аквапатруль зупиняє Кальмара-Гіганта»               | 23 січня 2023     | 4 лютого 2023     | 920       |
| 229a      | 21a      | «Pups Save a Flamingo Dancer»                                         | «Щенята рятують фламінго-танцюриста»                 | 14 квітня 2023    | 18 лютого 2023    | 921       |
| 229b      | 21b      | «Pups Save a Mayor and Her Mini»                                      | «Щенята рятують мера та її міні»                     | 14 квітня 2023    | 18 лютого 2023    | 921       |
| 230a      | 22a      | «Pups Save the Wind Trekkers»                                         | «Щенята рятують Літуна»                              | 3 лютого 2023     | 4 березня 2023    | 922       |
| 230b      | 22b      | «Pups Save a Trophy»                                                  | «Песики рятують кубок»                               | 3 лютого 2023     | 4 березня 2023    | 922       |
| 231a      | 23a      | «Pups Save Alex's Feathery Friends»                                   | «Щенята рятують Алексових пернатих друзів»           | 10 лютого 2023    | 1 квітня 2023     | 923       |
| 231b      | 23b      | «Pups Save a Puffy Mayor»                                             | «Щенята рятують надутого мера»                       | 10 лютого 2023    | 1 квітня 2023     | 923       |
| 232a      | 24a      | «Pups Save a Jukebox»                                                 | «Щенята рятують музичний автомат»                    | 24 лютого 2023    | 8 квітня 2023     | 924       |
| 232b      | 24b      | «Pups Save a Mayor on a Wire»                                         | «Щенята рятують мера на канаті»                      | 24 лютого 2023    | 8 квітня 2023     | 924       |
| 233a      | 25a      | «Pups Save the Baby Space Rocks»                                      | «Щенята рятують космічні камінці»                    | 6 березня 2023    | 15 квітня 2023    | 925       |
| 233b      | 25b      | «Pups Save the Eddies and the Emmys»                                  | «Щенята рятують усіх Еммі та Едді»                   | 6 березня 2023    | 15 квітня 2023    | 925       |
| 234a      | 26a      | «Charger Visits the Pups»                                             | «Заряд відвідує щенят»                               | 31 липня 2023     | 22 квітня 2023    | 926       |
| 234b      | 26b      | «Pups Save a Shiny Ride»                                              | «Щенята рятують чисті машини»                        | 31 липня 2023     | 22 квітня 2023    | 926       |

### 10 сезон (2023—2024)
| № серії   | № серії  | Оригінальна назва                             | Українська назва                               | Дата показу       | Дата показу       | Код серії |
| В серіалі | В сезоні | Оригінальна назва                             | Українська назва                               | США               | Канада            | Код серії |
| --------- | -------- | --------------------------------------------- | ---------------------------------------------- | ----------------- | ----------------- | --------- |
| 235a      | 1a       | «Pups Save the Wacky Water Skiers»            | «Щенята рятують водних лижників»               | 10 липня 2023     | 27 травня 2023    | 1001      |
| 235b      | 1b       | «Pups Save the Mayor's Assistant»             | «Щенята рятують асистента мера»                | 10 липня 2023     | 27 травня 2023    | 1001      |
| 236a      | 2a       | «Pups Save a High-Flying Hen»                 | «Щенята рятують летючу курку»                  | 24 липня 2023     | 10 червня 2023    | 1002      |
| 236b      | 2b       | «Pups Save a Sloth»                           | «Щенята рятують лінивця»                       | 24 липня 2023     | 10 червня 2023    | 1002      |
| 237       | 3        | «Jungle Pups: Pups Find a Hidden Jungle»      | «Щенята знаходять приховані джунглі»           | 8 січня 2024      | 24 червня 2023    | 1003      |
| 238a      | 4a       | «Pups Save a Windswept Polar Bear Cub»        | «Щенята рятують беззахисне біле ведмежа»       | 15 січня 2024     | 8 липня 2023      | 1004      |
| 238b      | 4b       | «Pups Save a Drive-In»                        | «Щенята рятують кінодром»                      | 16 січня 2024     | 8 липня 2023      | 1004      |
| 239a      | 5a       | «Pups Save Their Digi-Tal Friends»            | Щенята рятують своїх Діджі-тал друзів          | 17 липня 2023     | 22 липня 2023     | 1005      |
| 239b      | 5b       | «Pups Save the Rainbow»                       | «Щенята рятують веселку»                       | 17 липня 2023     | 22 липня 2023     | 1005      |
| 240       | 6        | «Jungle Pups: Pups Save the Big, Big Animals» | «Патруль у джунглях рятує велитенських звірів» | 9 січня 2024      | 5 серпня 2023     | 1006      |
| 241a      | 7a       | «Jungle Pups: Pups Save the Meerkat Pirates»  | «Патруль у джунглях рятує піратів-сурикатів»   | 10 січня 2024     | 12 серпня 2023    | 1007      |
| 241b      | 7b       | «Jungle Pups: Pups Save a Hum-Hippo»          | «Патруль у джунглях рятує Гамгамота»           | 10 січня 2024     | 12 серпня 2023    | 1007      |
| 242a      | 8a       | «Jungle Pups: Pups Save a Golden Sweetie»     | «Патруль у джунглях рятує Золотоносну Світі»   | 11 січня 2024     | 19 серпня 2023    | 1008      |
| 242b      | 8b       | «Jungle Pups: Pups Save the Giant Ants»       | «Патруль у джунглях рятує гігантських мурах»   | 11 січня 2024     | 19 серпня 2023    | 1008      |
| 243a      | 9a       | «Pups Stop a Gold Finding Machine»            | «Щенята зупиняють машину для пошуку золота»    | 31 жовтня 2023    | 26 серпня 2023    | 1009      |
| 243b      | 9b       | «Pups Help Mayor Humdinger Out of a Jam»      | «Щенята рятують мера Гамдінґера від джему»     | 1 листопада 2023  | 26 серпня 2023    | 1009      |
| 244a      | 10a      | «Liberty's Mountain Rescue»                   | «Гірський порятунок Ліберті»                   | 2 листопада 2023  | 2 вересня 2023    | 1010      |
| 244b      | 10b      | «Pups Save a Flying Farmer Yumi»              | «Щенята рятують фермерку Юмі»                  | 2 листопада 2023  | 2 вересня 2023    | 1010      |
| 245a      | 11a      | «Pups Stop the Falling Space Junk»            | «Щенята зупиняють падіння космічного мотлоху»  | 8 листопада 2023  | 9 вересня 2023    | 1011      |
| 245b      | 11b      | «Pups Stop the Giant Cuckoo»                  | «Щенята зупиняють Гігантську Зозулю»           | 9 листопада 2023  | 9 вересня 2023    | 1011      |
| 246a      | 12a      | «Pups Save a Hum-ñata»                        | «Щенята рятують Гам-піньяту»                   | 15 листопада 2023 | 28 жовтня 2023    | 1012      |
| 246b      | 12b      | «Pups Stop the Foggy Skies»                   | «Щенята зупиняють туман на небі»               | 16 листопада 2023 | 28 жовтня 2023    | 1012      |
| 247       | 13       | «Mighty Pups vs. The Mayor of the Universe»   | «Могутні Щенята проти Мера Всесвіту»           | 30 жовтня 2023    | 11 листопада 2023 | 1013      |
| 248a      | 14a      | «Charger's Christmas Adventure»               |                                                | 27 листопада 2023 | 25 листопада 2023 | 1014      |
| 248b      | 14b      | «Pups Save Great Uncle Smiley's Cup»          |                                                | 28 листопада 2023 | 25 листопада 2023 | 1014      |
| 249a      | 15a      | «Pups Save a Baby Caribou»                    | «Щенята рятують оленятко»                      | 17 січня 2024     | 9 грудня 2023     | 1015      |
| 249b      | 15b      | «Pups Save Luke and His Luke-Alike»           | «Щенята рятують Люка та Робо-Люка»             | 18 січня 2024     | 9 грудня 2023     | 1015      |
| 250a      | 16a      | «Mighty Pups vs. The Big Chill»               | «Могутні щенята проти Могутнього Холоду»       | 6 листопада 2023  | 23 грудня 2023    | 1016      |
| 250b      | 16b      | «Mighty Pups vs. The Mighty Cheetah»          | «Могутні Щенята проти Могутньої Гепарди»       | 7 листопада 2023  | 23 грудня 2023    | 1016      |
| 251a      | 17a      | «Mighty Pups Stop the Mighty Queen»           | «Могутні щенята зупиняють Могутню Королеву»    | 13 листопада 2023 | 17 лютого 2024    | 1017      |
| 251b      | 17b      | «Mighty Pups Stop the Hiccups»                | «Могутній Патруль зупиняє гикавку»             | 14 листопада 2023 | 17 лютого 2024    | 1017      |
| 252a      | 18a      | «Pups Save a Disappearing Flounder»           |                                                | 22 січня 2024     | 2 березня 2024    | 1018      |
| 252b      | 18b      | «Pups Save Little Grandpa and Mr. Alex»       |                                                | 23 січня 2024     | 2 березня 2024    | 1018      |
| 253a      | 19a      | «Pups Save the Elephant Spa»                  |                                                | 24 січня 2024     | 16 березня 2024   | 1019      |
| 253b      | 19b      | «Pups Save an Underwater Otis»                |                                                | 25 січня 2024     | 16 березня 2024   | 1019      |
| 254a      | 20a      | «Pups vs. the Hum-Flectors»                   |                                                | 8 травня 2024     | 30 березня 2024   | 1020      |
| 254b      | 20b      | «Pups Save a Capybara»                        |                                                | 8 травня 2024     | 30 березня 2024   | 1020      |
| 255a      | 21a      | «Pups and Cats Save HumCatDingerMan»          |                                                | 8 квітня 2024     | 13 квітня 2024    | 1021      |
| 255b      | 21b      | «Pups Save a Turbot Tournament»               |                                                | 8 квітня 2024     | 13 квітня 2024    | 1021      |
| 256a      | 22a      | «Pups Save a Talkative Mini Patrol»           |                                                | 13 травня 2024    | 27 квітня 2024    | 1022      |
| 256b      | 22b      | «Pups Save the History of Adventure Bay»      |                                                | 13 травня 2024    | 27 квітня 2024    | 1022      |
| 257       | 23       | «Rescue Wheels: Pups Save Adventure Bay»      |                                                | TBA               | 11 травня 2024    | 1023      |
| 258a      | 24a      | «Pups Save a Runaway Robo-Chicken Purse»      |                                                | 6 травня 2024     | 25 травня 2024    | 1024      |
| 258b      | 24b      | «Pups Save the Buggy Trekkers»                |                                                | 6 травня 2024     | 25 травня 2024    | 1024      |
| 259a      | 25a      | «Pups Take in a Runaway Kitty»                |                                                | 13 травня 2024    | 8 червня 2024     | 1025      |
| 259b      | 25b      | «Pups Save the Cheese Goat»                   |                                                | 13 травня 2024    | 8 червня 2024     | 1025      |
| 260       | 26       | «Rescue Wheels: Pups vs. the Monster Mayor»   |                                                | TBA               | 15 червня 2024    | 1026      |

### 11 сезон (2024)
| № серії   | № серії  | Оригінальна назва                              | Українська назва | Дата показу | Дата показу    | Код серії |
| В серіалі | В сезоні | Оригінальна назва                              | Українська назва | США         | Канада         | Код серії |
| --------- | -------- | ---------------------------------------------- | ---------------- | ----------- | -------------- | --------- |
| 261a      | 1a       | «Rescue Wheels: Pups Save the Teetering Tower» |                  | TBA         | 6 липня 2024   | 1101      |
| 261b      | 1b       | «Rescue Wheels: Pups Save the Spelunkers»      |                  | TBA         | 6 липня 2024   | 1101      |
| 262a      | 2a       | «Rescue Wheels: Pups Save the Risky Race»      |                  | TBA         | 13 липня 2024  | 1102      |
| 262b      | 2b       | «Rescue Wheels: Pups Save the Runaway Truck»   |                  | TBA         | 13 липня 2024  | 1102      |
| 263a      | 3a       | «Pups Plus a Plucky Chicken»                   |                  | TBA         | 20 липня 2024  | 1103      |
| 263b      | 3b       | «Pups Save a Pet Show»                         |                  | TBA         | 20 липня 2024  | 1103      |
| 264a      | 4a       | «Pups Save Helga and the Humsquatch»           |                  | TBA         | 27 липня 2024  | 1104      |
| 264b      | 4b       | «Pups Save the Missing Bone-Stone»             |                  | TBA         | 27 липня 2024  | 1104      |
| 265a      | 5a       | «Pups Save the Director»                       |                  | TBA         | 3 серпня 2024  | 1105      |
| 265b      | 5b       | «Pups Save the Super Cows»                     |                  | TBA         | 3 серпня 2024  | 1105      |
| 266       | 6        | «Air Rescue: Pups Save the Airport Opening»    |                  | TBA         | 10 серпня 2024 | 1106      |
| 267a      | 7a       | «Pups Save the Mountain Surfers»               |                  | TBA         | 17 серпня 2024 | 1107      |
| 267b      | 7b       | «Pups Save Humdingers Home Away from Home»     |                  | TBA         | 17 серпня 2024 | 1107      |
| 268a      | 8a       | «Pups Get Your Goat»                           |                  | TBA         | 24 серпня 2024 | 1108      |
| 268b      | 8b       | «Pups Save the Crop Circles»                   |                  | TBA         | 24 серпня 2024 | 1108      |

### Спеціальні епізоди
| Оригінальна назва   | Українська назва                  | Дата показу       | Дата показу     |
| Оригінальна назва   | Українська назва                  | США               | Канада          |
| ------------------- | --------------------------------- | ----------------- | --------------- |
| «Mighty Pups»       | «Мегацуцики»                      | 12 листопада 2018 | 6 жовтня 2018   |
| «Ready Race Rescue» | «Скоріше поспішаємо на допомогу!» | 11 листопада 2019 | 5 серпня 2019   |
| «Jet to the Rescue» | «Ульотна допомога»                | 25 вересня 2020   | 25 вересня 2020 |

### Фільми
| Оригінальна назва              | Українська назва            | Дата показу                                             |
| ------------------------------ | --------------------------- | ------------------------------------------------------- |
| «PAW Patrol: The Movie»        | «Щенячий патруль у кіно»    | 12 серпня 2021 (кінотеатри) 20 серпня 2021 (Paramount+) |
| «PAW Patrol: The Mighty Movie» | «Щенячий патруль: Мегакіно» | 5 жовтня 2023 (кінотеатри)                              |